# Berezneak, Peatîhatkî
Berezneak (în ucraineană Березняк) este un sat în comuna Troiițke din raionul Peatîhatkî, regiunea Dnipropetrovsk, Ucraina.

## Demografie
Componența lingvistică a localității Berezneak
     Ucraineană (100%)
Conform recensământului din 2001, toată populația localității Berezneak era vorbitoare de ucraineană (100%).